# Carex plantaginea
Carex plantaginea är en halvgräsart som beskrevs av Jean-Baptiste de Lamarck. Carex plantaginea ingår i släktet starrar, och familjen halvgräs. Inga underarter finns listade i Catalogue of Life.

## Bildgalleri

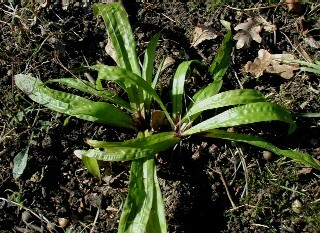